# Вајтхок (Калифорнија)
Вајтхок (енгл. Whitehawk) насељено је место без административног статуса у америчкој савезној држави Калифорнија.

## Демографија
По попису из 2010. године број становника је 113, што је 17 (17,7%) становника више него 2000. године.
| Група             | 2000.      | 2010.       |
| Белци             | 95 (99,0%) | 106 (93,8%) |
| Афроамериканци    | 0 (0,0%)   | 0 (0,0%)    |
| Азијати           | 1 (1,0%)   | 1 (0,9%)    |
| Хиспаноамериканци | 0 (0,0%)   | 2 (1,8%)    |
| Укупно            | 96         | 113         |